# Cobra Triangle
Cobra Triangle är ett NES-spel utvecklat av Rare efter deras tidigare framgång med RC Pro-Am.
Spelet påminner om RC Pro-Am, och är ett action-racingspel men i stället för bilar handlar det denna gång om båtar.

### Fotnoter
1. 1 2 3 4  ”Release information”. GameFAQs. Arkiverad från originalet den 31 december 2009. https://web.archive.org/web/20091231143325/http://www.gamefaqs.com/console/nes/data/587194.html. Läst 25 april 2014.
2. 1 2  ”Cobra Triangle”. NES DB. 27 februari 1988. Arkiverad från originalet den 27 april 2014. https://web.archive.org/web/20140427010523/http://www.nesdb.se/game_more.php?id=277&rid=1. Läst 25 april 2014.